# Red Scorpion
Red Scorpion är en amerikansk långfilm från 1989 i regi av Joseph Zito, med Dolph Lundgren, M. Emmet Walsh, Al White och T.P. McKenna i rollerna. Uppföljaren Red Scorpion 2 kom ut 1994.

## Handling
Nikolai (Dolph Lundgren) är en rysk spetznasagent tämjd att följa varje order utan ifrågasätta. Hans nya uppdrag går ut på att infiltrera och förgöra en antikommunistisk gerillagrupp i Mombaka i Afrika. Nikolai är perfektionisten inom dödandets konst och utdelningen är alltid hundraprocentig, men efter ha misslyckats med sitt uppdrag döms han själv till döden av sina egna.

## Rollista
| Dolph Lundgren    | – Lt. Nikolai Rachenko |
| M. Emmet Walsh    | – Dewey                |
| Al White          | – Kallunda Kintash     |
| T.P. McKenna      | – General Vortek       |
| Carmen Argenziano | – Zayas                |
| Alex Colon        | – Mendez               |
| Brion James       | – Krasnov              |
| Ruben Nthodi      | – Ango Sundata         |

## Om filmen
Filmen kritiserades av dåvarande svenska kulturministern Bengt Göransson för att den spelades in av ett sydafrikanskt filmbolag i det då sydafrikanska protektoratet Namibia med assistans av sydafrikanska arméns materialenhet.